# Departamento de Talca
El Departamento de Talca fue una antigua división territorial de Chile, departamento que perteneció inicialmente a la antigua provincia de Colchagua y, posteriormente, a la de Talca. Su capital era Talca. Fue creada en 1826 y suprimida en 1976, como parte del proceso de regionalización que impulsó la dictadura militar del general Augusto Pinochet.

## Historia
El departamento fue creado, como parte de la antigua provincia de Colchagua, después de la puesta en marcha de las leyes federales que la crearon, el 31 de enero de 1826. En agosto de 1833 el departamento se segrega para conformar la nueva provincia de Talca. Por ley del 23 de octubre de 1835 se le segrega un territorio para formar el departamento de Lontué, capital Molina. Una ley del 17 de noviembre de 1882 le segrega siete subdelegaciones para conformar el departamento de Curepto.

## Subdelegaciones
El decreto de 14 de agosto de 1858 establece como subdelegaciones del departamento de Talca:
- 1.° Talca
- 2.° Talca
- 3.° Talca
- 4.° Talca
- 5.° Talca
- 6.° Talca
- 7.° Colín
- 8.° Duao
- 9.° Queri
- 10.° Perquín
- 11.° Litres
- 12.° Lircay
- 13.° Pelarco
- 14.° Rincón
- 15.° Río Claro
- 16.° Tapihue
- 17.° Limávida
- 18.° Curepto
- 19.° Huelón
- 20.° Chanquique
- 21.° Talpén
- 22.° Gualleco
- 23.° Libún
- 24.° Pencahue

El decreto del 17 de junio de 1870 designa como subdelegaciones a la 22.° Quivolgo y 26.° Perales. El 18 de diciembre de 1878 se crea la subdelegación 27.° Matadero. Las subdelegaciones 17.° a 24.° fueron segregadas en 1884 para pasar al departamento de Curepto.

## Comunas
El decreto del 22 de diciembre de 1891 crea, en el departamento de Talca, las comunas:
- Pelarco, con el territorio de las subdelegaciones 13.°, 14.° y 15.°;
- San Clemente, con las subdelegaciones 10.°, 11.° y 12.°;
- Pencahue, con las subdelegaciones 16.° y 17.°;
- Duao, con las subdelegaciones 7.°, 8.° y 9.°;
- Talca, con las subdelegaciones restantes;

El 30 de mayo de 1899 se crea la comuna de Río Claro; la ley 3.524 del 30 de julio de 1919 anexa al departamento la subdelegación 6.° Libún, del departamento de Curepto; y el decreto N.º 1.056 del 24 de marzo de 1920 declara que la citada subdelegación integrará la comuna de Pencahue.
El decreto con fuerza de ley N.º 8582, del 30 de diciembre de 1927, fija una nueva distribución territorial en el país. Así, el departamento de Talca integra desde esa fecha las comunas de:
- Talca, con las subdelegaciones 1.° a 6.°, 12.° Lircay y 19.° Matadero;
- San Clemente, subdelegaciones 10.° Perquín y 11.° Los Litres;
- Pelarco, subdelegaciones 13.° Pelarco y 14.° Rincón;
- Río Claro, subdelegación 15.° homónima;
- Pencahue, con las subdelegaciones 16.° Tapihue, 17.° Pencahue, 18.° Perales y 20.° Libún; y
- Maule, con las subdelegaciones 7.° Colín, 8.° Duao y 9.° Queri.

El 1 de enero de 1976 se pone en marcha la regionalización, impulsada por la dictadura militar, significando el fin del departamento y sus antiguas subdelegaciones.